# Парк Солвей (Краков)
Парк Солве́й (пол. Park Solvay) — городской парк, находящийся в краковском историческом районе Борек-Фаленцкий административного района Дзельница IX Лагевники-Борек-Фаленцкий. Парк расположен на обеих сторонах улицы Костюшковцув. На востоке естественной границей парка является ручей Урвиско, а с западной стороны парк ограничен улицами Юлиана Урсына Немцовича и Живецкой.
Парк находится возле бывшего содового завода Solvay, от которого он 3 июня 1988 года получил своё официальное наименование. В 1909—1912 годах в этой части Борека-Фаленцкого стал формироваться жилой массив для рабочих завода Solvay. Парк был заложен в 20-е годы XX столетия как один из элементов местной социальной структуры. До Второй мировой войны он находился под управлением завода. В это же время в парке были построены футбольная и детская площадки. После войны был передан городскому муниципалитету.
Парк классифицируется как Лесной парк. В настоящее время площадь парка составляет 11,01 гектаров и разделяется на три части под названиями «Сосновый участок», «Болотный участок» и «Лесной участок». В парке произрастают 25 видов деревьев и 15 видов кустарников.
На Сосновом участке произрастает сосна обыкновенная, являющаяся остатком исчезнувшего естественного борковского леса. По краям парковых аллей произрастает липа широколистная. В этой же части произрастают калина корейская, два дерева магнолии, канадский и пирамидальный тополь, граб, каштан, ясень, боярышник и белая акация. Самым старым деревом на этом участке является ясень с диаметром ствола 4,05 метра и высотой около 35 метров.
На Лесном участке произрастают дуб обыкновенный и дуб красный, берёза, граб, тополя, акация, лещина турецкая и несколько магнолий. Самым старым деревом на этом участке является канадский тополь с диаметром ствола 4,47 метра.
Из травянистых растений самыми распространёнными являются клевер, одуванчик и ромашка.
На Болотном участке оборудованы различные спортивные площадки и места отдыха.